# Lutin (Mythologie)
Ein Lutin [lytɛ̃] ist ein männliches Fabelwesen von zwergenhafter Gestalt in französischen Märchen. 
Die weibliche Variante heißt Lutine ([lytin]).
Ihren Ursprung hat die Gestalt in Märchen der Normandie.
Ein Lutin hat eine ähnliche Bedeutung wie ein Hausgeist (vgl. Heinzelmännchen).
Er trägt einen roten Hut, der ihn unsichtbar macht.

## Der Lutin in Sagen und Märchen
Der Lutin ist der Protagonist in folgenden Sagen und Märchen:
- Marie-Catherine d’Aulnoy: Le Prince Lutin, 1697
- Charles Nodier: Trilby ou le Lutin d'Argail, 1822

## Sonstiges
- In Lappland tritt der Lutin auch als Assistent des St. Nikolaus auf.
- Nach der Gestalt Lutin wurden mehrere Schiffe und ein U-Boot benannt.
- Eine Rosensorte trägt den Namen Lutin.

## Bildergalerie

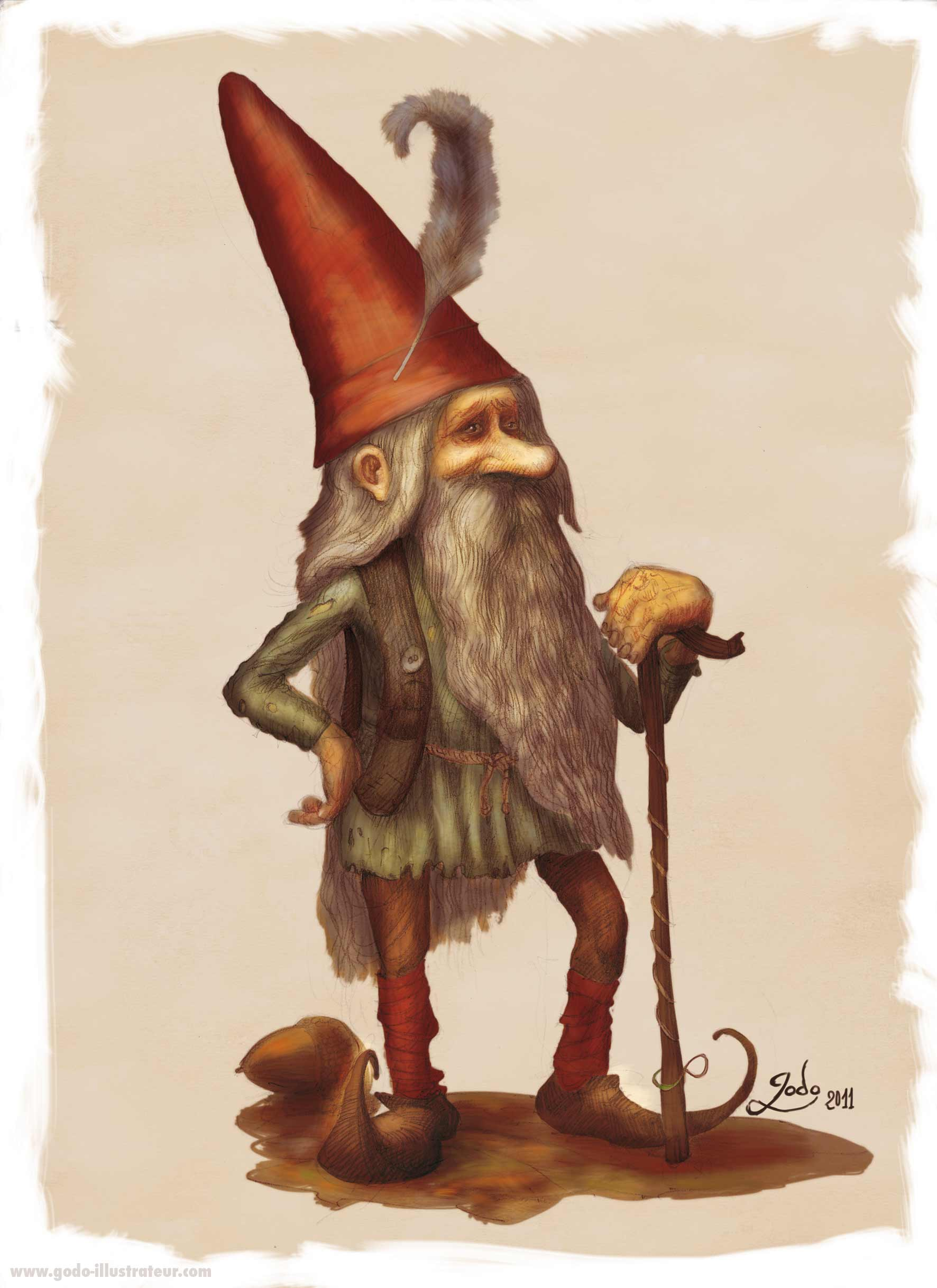
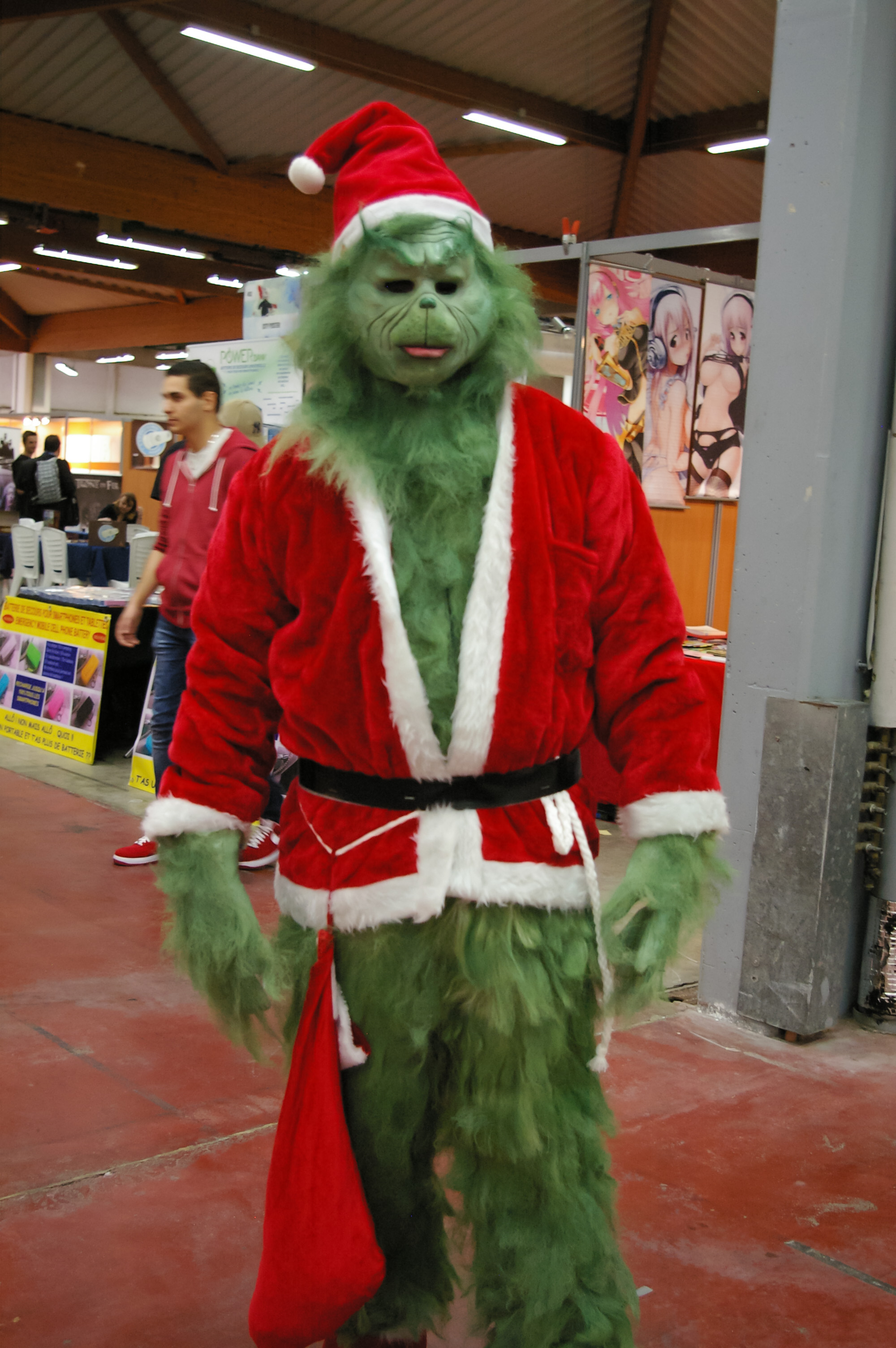
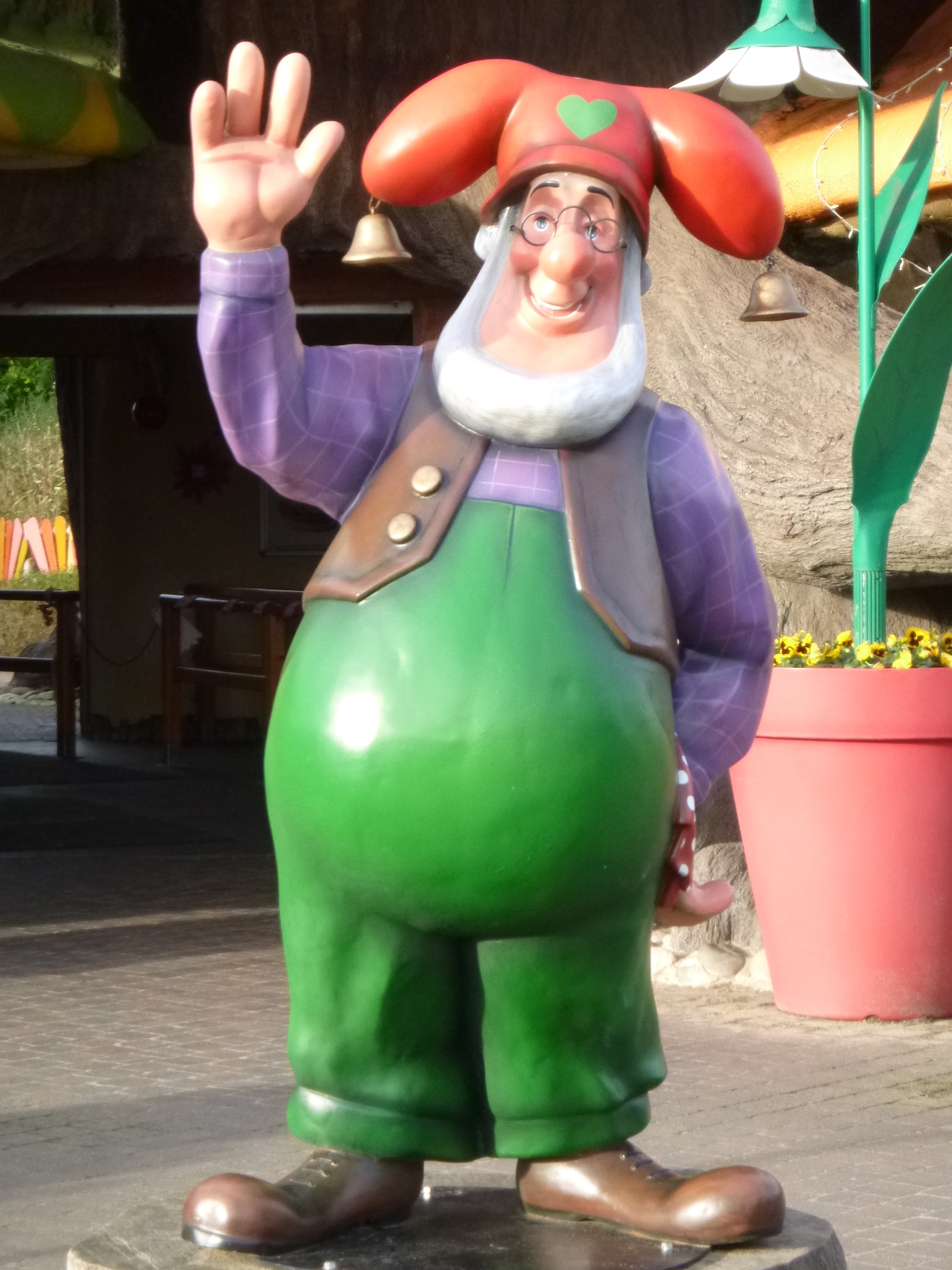
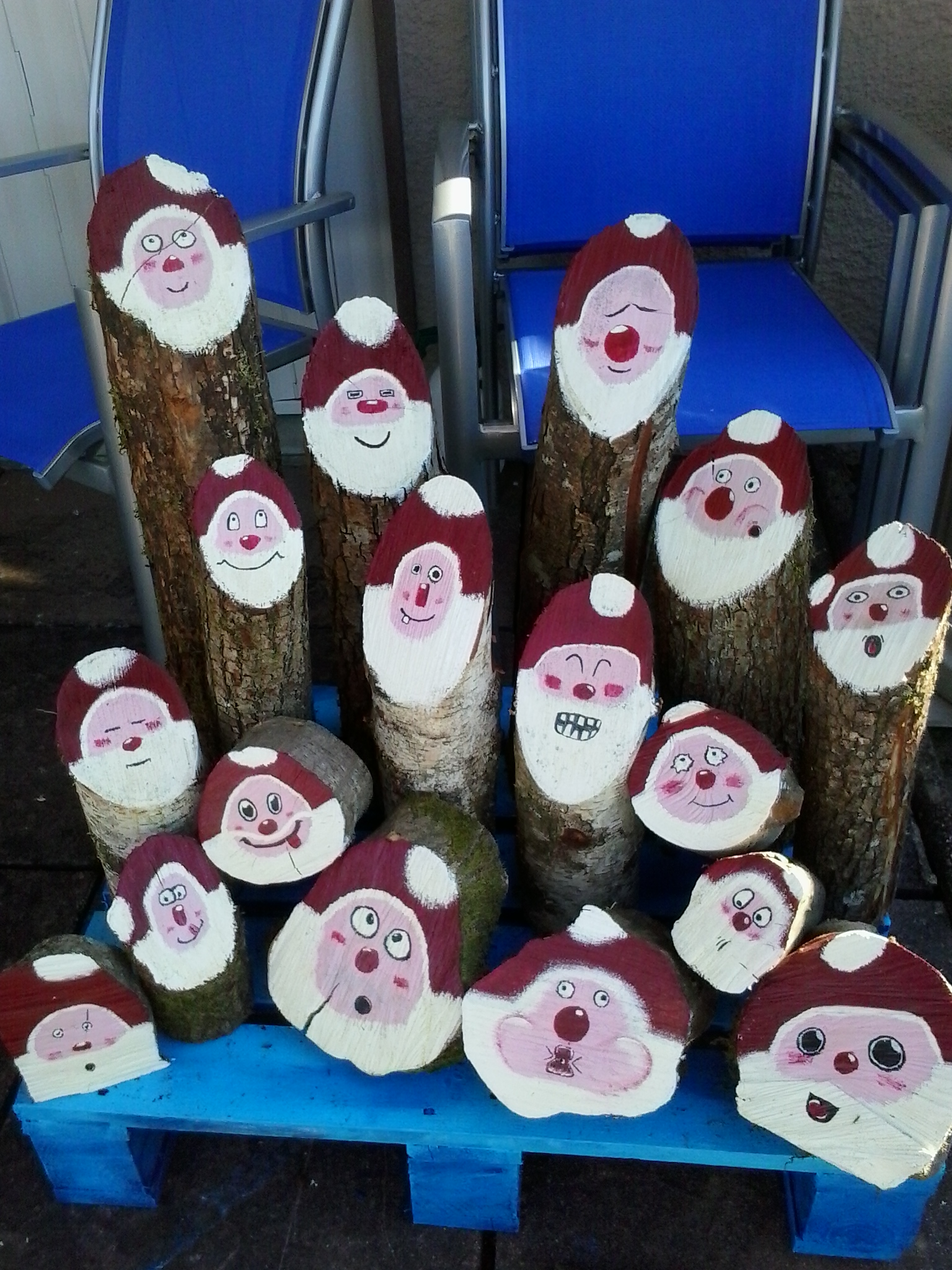
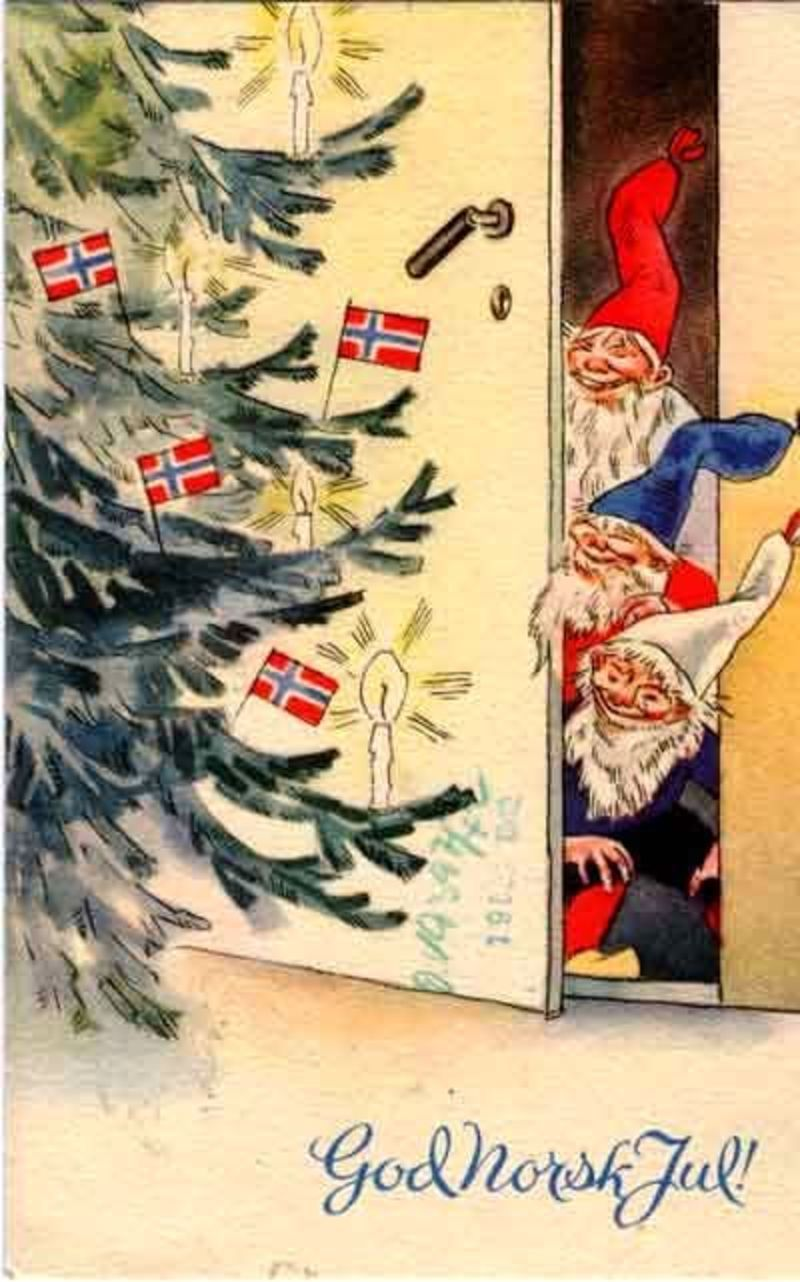
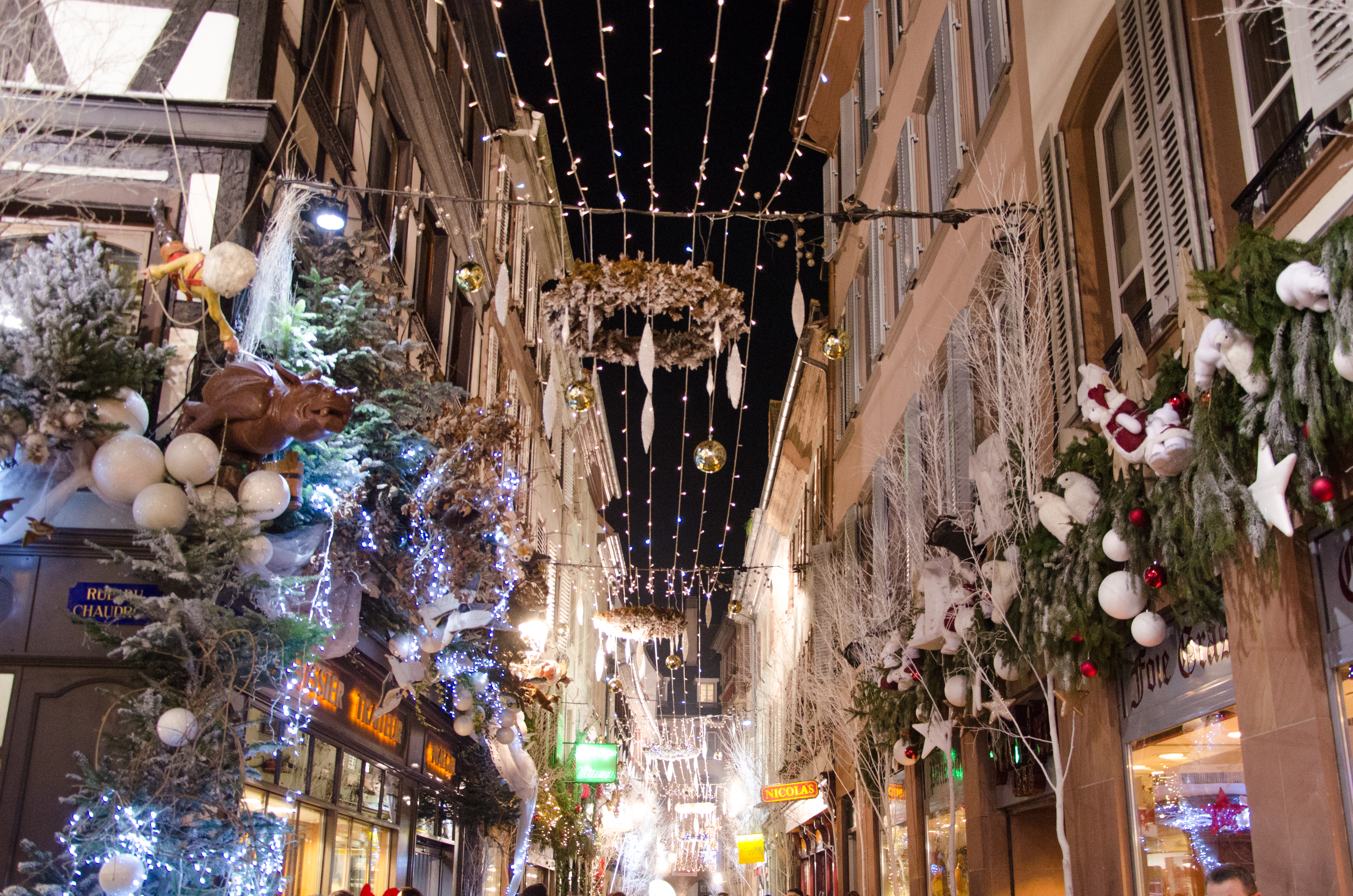
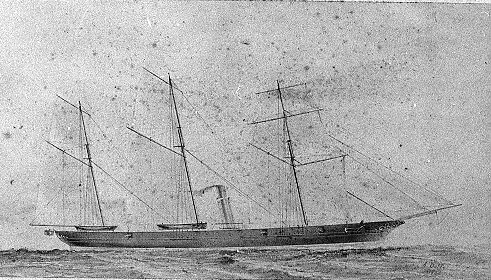
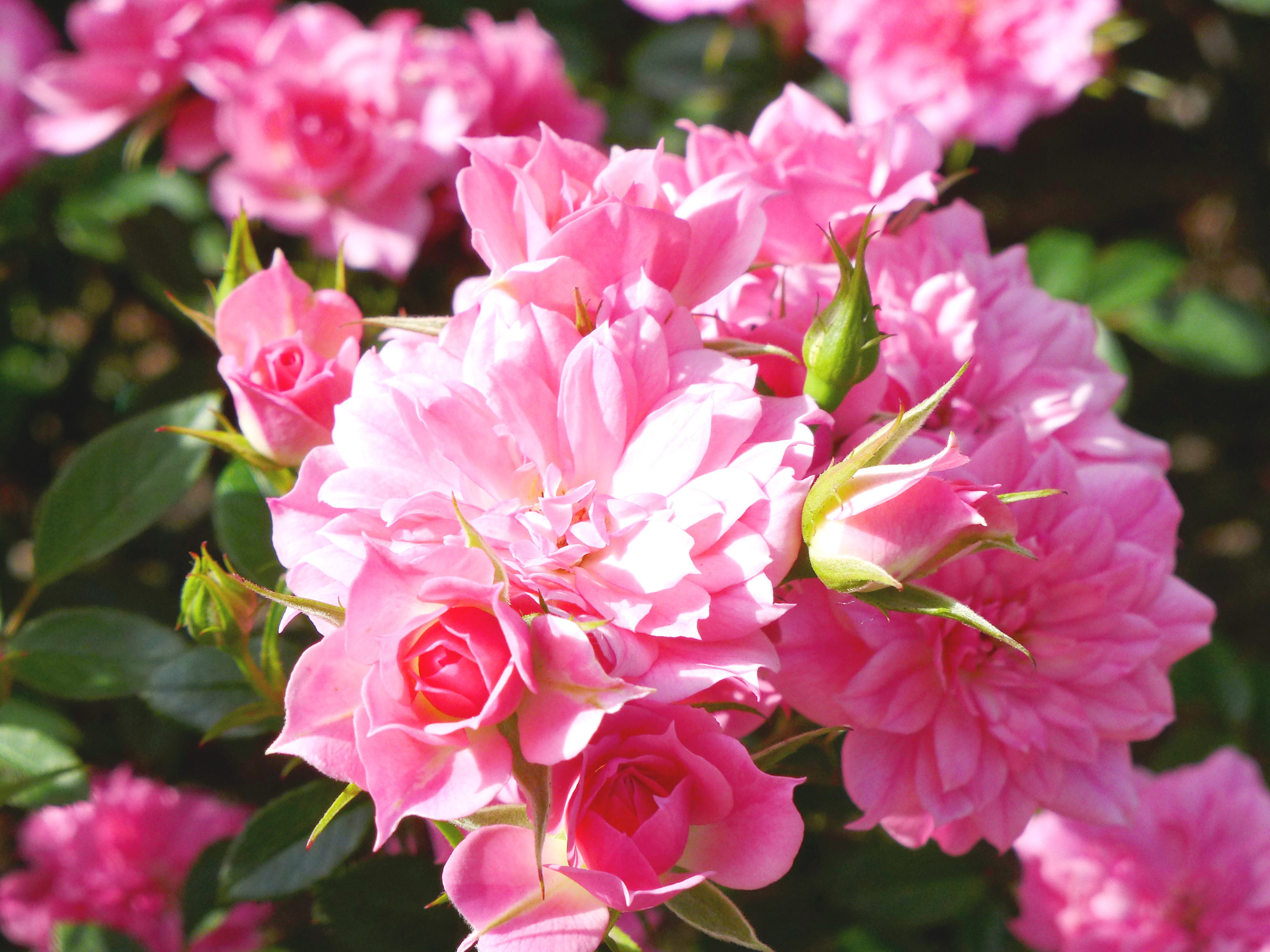